# Unione Calcio AlbinoLeffe 2001-2002
Questa voce raccoglie le informazioni riguardanti l'Unione Calcio AlbinoLeffe nelle competizioni ufficiali della stagione 2001-2002.

## Stagione
Sotto la guida di mister Elio Gustinetti, la squadra seriana raggiunge una tranquilla salvezza in Serie C1, vincendo però la Coppa Italia Serie C battendo in finale il Livorno.
Miglior marcatore in campionato è stato Beretta cin 15 reti, seguito da Bonazzi con 8,  Groppi, Damiani e Araboni con 2 e da Biava,  Colombo e Comi con 1 rete ciascuno.

## Rosa
| N. |                   | Ruolo | Calciatore              |
| -- | ----------------- | ----- | ----------------------- |
|    | Italia (bandiera) | P     | Paolo Acerbis           |
|    | Italia (bandiera) | P     | Andrea Pansera          |
|    | Italia (bandiera) | P     | Maurizio Varischetti    |
|    | Italia (bandiera) | D     | Giuseppe Biava          |
|    | Italia (bandiera) | D     | Roberto Birolini        |
|    | Italia (bandiera) | D     | Simone Groppi           |
|    | Italia (bandiera) | D     | Ivanoe Lanzara          |
|    | Italia (bandiera) | D     | Pierre Giorgio Regonesi |
|    | Italia (bandiera) | D     | Cristian Rossoni        |
|    | Italia (bandiera) | D     | Damiano Sonzogni        |
|    | Italia (bandiera) | D     | Marco Teani             |
|    | Italia (bandiera) | D     | Ruben Garlini           |
|    | Ghana (bandiera)  | C     | Bernard Asiedu          |
|    | Italia (bandiera) | C     | Gianluca Biava          |

| N. |                   | Ruolo | Calciatore        |
| -- | ----------------- | ----- | ----------------- |
|    | Italia (bandiera) | C     | Alberto Colombo   |
|    | Italia (bandiera) | C     | Oscar Damiani     |
|    | Italia (bandiera) | C     | Ivan Del Prato    |
|    | Italia (bandiera) | C     | Stefano Gusmini   |
|    | Italia (bandiera) | C     | Matteo Longhi     |
|    | Italia (bandiera) | C     | Pietro Picinali   |
|    | Italia (bandiera) | C     | Mirco Poloni      |
|    | Italia (bandiera) | C     | Cristian Raimondi |
|    | Italia (bandiera) | A     | Christian Araboni |
|    | Italia (bandiera) | A     | Matteo Beretta    |
|    | Italia (bandiera) | A     | Roberto Bonazzi   |
|    | Italia (bandiera) | A     | Alessandro Comi   |
|    | Italia (bandiera) | A     | Fabio Spampatti   |

## Risultati

### Serie C1

#### Girone di andata
| 2 settembre 2001 1ª giornata | AlbinoLeffe | 1 – 1 | Carrarese |  |

| 9 settembre 2001 2ª giornata | Lecco | 2 – 2 | AlbinoLeffe |  |

| 16 settembre 2001 3ª giornata | AlbinoLeffe | 1 – 1 | Triestina |  |

| 23 settembre 2001 4ª giornata | Padova | 1 – 1 | AlbinoLeffe |  |

| 30 settembre 2001 5ª giornata | AlbinoLeffe | 2 – 0 | Reggiana |  |

| 7 ottobre 2001 6ª giornata | Pisa | 1 – 2 | AlbinoLeffe |  |

| 14 ottobre 2001 7ª giornata | AlbinoLeffe | 1 – 3 | Lucchese |  |

| 21 ottobre 2001 8ª giornata | Lumezzane | 0 – 0 | AlbinoLeffe |  |

| 28 ottobre 2001 9ª giornata | AlbinoLeffe | 0 – 1 | Treviso |  |

| 4 novembre 2001 10ª giornata | Monza | 2 – 2 | AlbinoLeffe |  |

| 11 novembre 2001 11ª giornata | AlbinoLeffe | 0 – 0 | Livorno |  |

| 18 novembre 2001 12ª giornata | AlbinoLeffe | 1 – 1 | SPAL |  |

| 25 novembre 2001 13ª giornata | Alzano Virescit | 1 – 1 | AlbinoLeffe |  |

| 2 dicembre 2001 14ª giornata | AlbinoLeffe | 0 – 1 | Varese |  |

| 9 dicembre 2001 15ª giornata | Arezzo | 3 – 1 | AlbinoLeffe |  |

| 16 dicembre 2001 16ª giornata | AlbinoLeffe | 0 – 0 | Cesena |  |

| 23 dicembre 2001 17ª giornata | Spezia | 1 – 0 | AlbinoLeffe |  |

#### Girone di ritorno
| 6 gennaio 2002 18ª giornata | Carrarese | 1 – 2 | AlbinoLeffe |  |

| 13 gennaio 2002 19ª giornata | AlbinoLeffe | 2 – 2 | Lecco |  |

| 20 gennaio 2002 20ª giornata | Triestina | 1 – 0 | AlbinoLeffe |  |

| 27 gennaio 2002 21ª giornata | AlbinoLeffe | 2 – 0 | Padova |  |

| 3 febbraio 2002 22ª giornata | Reggiana | 0 – 0 | AlbinoLeffe |  |

| 10 febbraio 2002 23ª giornata | AlbinoLeffe | 2 – 3 | Pisa |  |

| 17 febbraio 2002 24ª giornata | Lucchese | 0 – 0 | AlbinoLeffe |  |

| 3 marzo 2002 25ª giornata | AlbinoLeffe | 0 – 0 | Lumezzane |  |

| 10 marzo 2002 26ª giornata | Treviso | 0 – 2 | AlbinoLeffe |  |

| 17 marzo 2002 27ª giornata | AlbinoLeffe | 2 – 0 | Monza |  |

| 24 marzo 2002 28ª giornata | Livorno | 4 – 0 | AlbinoLeffe |  |

| 30 marzo 2002 29ª giornata | SPAL | 1 – 1 | AlbinoLeffe |  |

| 7 aprile 2002 30ª giornata | AlbinoLeffe | 2 – 0 | Alzano Virescit |  |

| 14 aprile 2002 31ª giornata | Varese | 2 – 0 | AlbinoLeffe |  |

| 21 aprile 2002 32ª giornata | AlbinoLeffe | 1 – 0 | Arezzo |  |

| 28 aprile 2002 33ª giornata | Cesena | 1 – 1 | AlbinoLeffe |  |

| 5 maggio 2002 34ª giornata | AlbinoLeffe | 1 – 1 | Spezia |  |

### Coppa Italia Serie C

#### Fase a gironi
| 12 agosto 2001 1ª giornata | Pro Sesto | 0 – 1 | AlbinoLeffe |  |

| 19 agosto 2001 2ª giornata | AlbinoLeffe | 0 – 1 | Montichiari |  |

| 26 agosto 2001 3ª giornata | Pavia | 2 – 3 | AlbinoLeffe |  |

| 29 agosto 2001 4ª giornata | AlbinoLeffe | 2 – 0 | Meda |  |

#### Fase a eliminazione diretta
| 10 ottobre 2001 Sedicesimi di finale - Andata | Biellese | 0 – 3 | AlbinoLeffe |  |

| 24 ottobre 2001 Sedicesimi di finale - Ritorno | AlbinoLeffe | 1 – 0 | Biellese |  |

| 21 novembre 2001 Ottavi di finale - Andata | Monza | 2 – 1 | AlbinoLeffe |  |

| 5 dicembre 2001 Ottavi di finale - Ritorno | AlbinoLeffe | 1 – 0 | Monza |  |

| 23 gennaio 2002 Quarti di finale - Andata | AlbinoLeffe | 3 – 1 | Prato |  |

| 6 febbraio 2002 Quarti di finale - Ritorno | Prato | 2 – 2 | AlbinoLeffe |  |

| 20 febbraio 2002 Semifinale - Andata | Spezia | 1 – 0 | AlbinoLeffe |  |

| 6 marzo 2002 Semifinale finale - Ritorno | AlbinoLeffe | 3 – 0 | Spezia |  |

| Arbitro: | Brunialti (Trento) |

|                        |           |           |
| Garlini 4’ Beretta 52’ | Marcatori | 45’ Basso |

| Arbitro: | Romeo (Verona) |

|                                           |           |                                 |
| Serafini 46’ Protti 87’ (rig.) Basso 107’ | Marcatori | 37’ (rig.) Bonazzi 111’ Garlini |

## Statistiche

### Statistiche di squadra
| Competizione         | Punti | In casa | In casa | In casa | In casa | In casa | In casa | In trasferta | In trasferta | In trasferta | In trasferta | In trasferta | In trasferta | Totale | Totale | Totale | Totale | Totale | Totale | DR  |
| Competizione         | Punti | G       | V       | N       | P       | Gf      | Gs      | G            | V            | N            | P            | Gf           | Gs           | G      | V      | N      | P      | Gf     | Gs     | DR  |
| -------------------- | ----- | ------- | ------- | ------- | ------- | ------- | ------- | ------------ | ------------ | ------------ | ------------ | ------------ | ------------ | ------ | ------ | ------ | ------ | ------ | ------ | --- |
| Serie C1             | 41    | 17      | 5       | 8       | 4       | 18      | 14      | 17           | 3            | 9            | 5            | 15           | 21           | 34     | 8      | 17     | 9      | 33     | 35     | -2  |
| Coppa Italia Serie C | -     | 7       | 6       | 0       | 1       | 12      | 3       | 7            | 3            | 1            | 3            | 12           | 10           | 14     | 9      | 1      | 4      | 24     | 13     | +11 |
| Totale               | -     | 24      | 11      | 8       | 5       | 30      | 17      | 24           | 6            | 10           | 8            | 27           | 31           | 48     | 17     | 18     | 13     | 57     | 48     | +9  |